# Stati per popolazione (1700)
| Demografia storica                | Demografia storica | Demografia storica |
| --------------------------------- | ------------------ | ------------------ |
| Altar Domitius Ahenobarbus Louvre |                    |                    |
| Articoli                          |                    |                    |
| Storia demografica                |                    |                    |
| Demografia storica                |                    |                    |
| Stime della popolazione mondiale  |                    |                    |
| List of Countries by Population   |                    |                    |
| 1600                              | 1700               | 1800               |

Questa è una lista di stati ordinati per popolazione nel 1700.

## Lista
| Posizione | Paese / Territorio | Popolazione stimata nel 1700 | Percentuale in rapporto alla popolazione mondiale |
| -         | Mondo | 682 000                      | 100,00%                                           |
| --------- | --- | ---------------------------- | ------------------------------------------------- |
| 1         | Cina suddivisioni - Regno delle Ryūkyū - 141.187 | 210.715.300                  | 30,90%                                            |
| 2         | Impero Moghul | 158.400.000                  | 23,20%                                            |
| 3         | Impero spagnolo suddivisioni - Regno di Spagna - 7.000.000 - Nuova Spagna - Nuova Granada - Río de la Plata - Capitaneria Generale delle Filippine - Perù - Cile - Guatemala - Cuba - Porto Rico - Louisiana - Yucatán - Province interne - Regno di Napoli - Regno di Sicilia                           | 55.000.000                   | 8,10%                                             |
| 4         | Shogunato Tokugawa | 28.005.000                   | 4,10%                                             |
| 5         | Impero ottomano suddivisioni - Anatolia - 8.400.000 - Egitto ottomano - 5.400.000 | 24.779.000                   | 3,60%                                             |
| 6         | Regno di Francia | 21.000.000                   | 3,10%                                             |
| 7         | Sacro Romano Impero suddivisioni - Regno di Boemia - Baviera - Brandeburgo - Württemberg - Sassonia - Baden - Turingia - Assia-Darmstadt - Meclemburgo-Schwerin - Nassau - Würzburg - Oldenburgo - Lussemburgo - Reuss-Greiz - Lippe - Meclemburgo-Strelitz - Anhalt-Dessau - Arenberg - Anhalt-Bernburg | 15.000.000                   | 2,20%                                             |
| 8         | Regno russo | 14.000.000                   | 2,10%                                             |
| 9         | Joseon | 12.200.000                   | 1,80%                                             |
| 10        | Đại Việt suddivisioni - Signori Trịnh - 7,350,000 - Signori Nguyễn - 2,379,100 - Principato di Thuận Thành - 300,000 - Principato di Hà Tiên - 220,900 - Thủy Xá e Hỏa Xá - 400,000 | 10,650,000                   | 1,60%                                             |
| 11        | Confederazione polacco-lituana | 9.000.000                    | 1,30%                                             |
| 12        | Impero britannico suddivisioni - Inghilterra - 5.108.500 - Irlanda - 2.060.051 - Scozia - 1.200.000 - Galles - 366.051 - America britannica - 250.888 | 8,988,939                    | 1,30%                                             |
| 13        | Monarchia asburgica suddivisioni - Arciducato d'Austria - 2.100.000 - Regno d'Ungheria - 3.000.000 - Regno di Boemia - Regno di Croazia - Principato di Transilvania - Regno di Slavonia | 5.370.000                    | 0,80%                                             |
| 14        | Impero safavide | 5.000.000                    | 0,70%                                             |
| 15        | Impero portoghese suddivisioni - Regno del Portogallo - 2.000.000 - Colonia del Brasile - 300.000 - Maranhão - Africa settentrionale - Africa Portoghese - India portoghese - Timor portoghese - Colonia del Sacramento                                                                                  | 2.300.000                    | 0,30%                                             |
| 16        | Brandeburgo-Prussia suddivisioni - Ducato di Prussia - 2.000.000 - Marca di Brandeburgo - 300.000 | 2.000.000                    | 0,30%                                             |
| 17        | Impero svedese suddivisioni - Regno di Svezia - 1.485.000 - Finlandia - 500.000 - Estonia svedese - Brema-Verden - Carelia - Ingria svedese - Livonia svedese - Riga - Pomerania svedese | 1.985.500                    | 0,30%                                             |
| 18        | Repubblica Olandese suddivisioni - Repubblica Olandese - 1.485.000 - Compagnia olandese delle Indie orientali - - Compagnia olandese delle Indie occidentali - | 1,794,000                    | 0,30%                                             |
| 19        | Danimarca-Norvegia suddivisioni - Danimarca - 1.485.000 - Norvegia - 500.000 - Islanda - 500.000 - Groenlandia - 500.000 | 1.300.400                    | 0,20%                                             |
| 20        | Vecchia Confederazione Elvetica | 1.260.000                    | 0,20%                                             |
| 21        | Regno del Congo | 500.000                      | 0,07%                                             |